# 地球防衛軍テラホークス
『地球防衛軍テラホークス』（ちきゅうぼうえいぐんテラホークス、Terrahawks）は、1983年から1986年にかけてイギリスで放映された、人形劇による特撮のTVシリーズ。製作は操り人形を用いた特撮映画やテレビシリーズを多く製作していた、ジェリー・アンダーソン率いるアンダーソン・バー・ピクチャーズである。

## 概要
「テラホークス」の原点は1977年、東北新社が「スペース1999」の後に行き詰まりを見せていた ジェリー・アンダーソンに、本格SFアニメーションの共同製作を持ちかけたことから始まる。
「サンダーホークス」（THUNDERHAWKS）と仮題のタイトルが付けられた企画は英国側のデザインなどに東北新社側が難色を示したことなどから、英国のプロットを残しつつも日本のスタッフによる製作で再出発することになり、「地球奪還指令テラホークス」と改題した。
監督は『勇者ライディーン』『長浜ロマンロボシリーズ』の長浜忠夫。デザインは『勇者ライディーン』『超電磁ロボ コン・バトラーV』『無敵超人ザンボット3』の安彦良和。ブレーンはSF作家の豊田有恒、石津嵐、脚本家の鈴木良武、田口成光などが加わって進行したが当時の日本は「スター・ウォーズ」を嚆矢とするSFブームの到来前で、時代を先取りしたが故にセールスが上手く行かずに頓挫した。安彦良和がデザインしたテラホークスのコスチュームのデザインは『機動戦士ガンダム』の地球連邦軍の制服にモディファイされている。
数年後、ジェリー・アンダーソンは日本のアニメ企画とは無関係に、テラホークスの題名をそのまま使い、新しいパートナーで出版会社出身のクリストファー・バーとともにプロダクションを起こし、クリストファーの発案でテラホークスを人形劇として製作した。それが本作である。
日本の水準では高額な予算ながら、アンダーソンの意図としては低予算の作品として製作された。新しい伴侶のメアリーと若いバーに支えられた本作は、ジェリーの新しいキャリアの第一歩となるはずだった。
製作スタッフは旧知のボブ・ビル、アラン・パディロ、デスモンド・サウンダーズ、メインライターのトニー・バーウィック（タイトルにクレジットされている「〜ステイン」という洒落の名前は全て、この人）等の他に、監督のトニー・レニー、ファンの自作ミニチュア展示会で親交を結んだ特撮監督　スティーブン・ベッグ等の若者が参加した。
本作は3シーズン　39話が製作され、かつてのATVを受け継いだ セントラルTVで放送された。
内容は「サンダーホークス」をベースとして、「サンダーホークス」の企画書に書かれたストーリー（敵の宇宙船が縮小して、地球に侵入する）は実際の第一話のストーリーとなった。日本人キャラクターのヒロが登場するなどの日本への配慮と先の企画の名残が散見される。
アンダーソンは東北新社に日本での展開を打診。東北新社の配給で、NHK総合テレビで放送した。
『サンダーバード』的なユーモアを重視した作風を目指して制作されたため、本作の人形は『サンダーバード』以来、久々に人形の頭身が5頭身に戻った。
人形の造形はアンダーソン作品の母　クリスティーン・グランヴィルが久し振りに担当したが表情をより人間に近いものとするため、ファイバーグラス製の顔を持つマペットではなく、骨格にラバーを被せた新技術が使用された。従来のジェリー・アンダーソン作品の「スーパーマリオネーション」とは異なり、日本の人形劇で一般的なパペット（下あやつり）が使われている。その技法を本作では「スーパーマクロメーション」と称号している。
本編の台詞では防衛チーム内での特殊なコールサインが復活した事である。本作は「10-10」（テン・テン：了解）、「10-30」（テン・サーティ：待機）等の数字の組み合わせを使った通信符号テン・コードを使用した。
地球人と美意識や考え方が異なるゼルダとその手下によるユニークな発想の地球侵略作戦（アンダーソン曰く、本作のシナリオ作りには「宇宙人的な発想が必要」とのこと）と、それを的確な判断で阻止するナインスタイン率いるテラホークスとの知恵競べともいえる戦いが時にはコミカルに、時にはハードタッチで描かれた。
人間的な人格を持つゼロイドと人間との関わりによるドラマも平行して描かれ、番組を盛り上げた。これは前述の初期企画案「サンダーホークス」の時から企画書に書かれていた本作の特色であった。
戦争に対するシビアな視点が見られる話があり、「クリスマス月面デスマッチ!?」（A CHRISTMAS MIRACLE）のような反戦色の強い異色作も作られた。
2019年8月、新シリーズを新たに制作することが発表された。新シリーズではケイトを主人公として、ストーリーが構築される予定である。

## 日本での放送
当時はNHKで久々の全国ネット放送であったが、本来のターゲットである幼稚園〜小学校低学年を対象にした『テレビマガジン』や『てれびくん』といった子ども向けのテレビ雑誌では扱いが非常に小さく、十分な宣伝が為されたとは言いがたかった。高年齢層向けのSF関係の雑誌でも「ジェリー・アンダーソンの新作」といった先行宣伝が若干行われた程度だった。
当時の日本は『宇宙戦艦ヤマト』『機動戦士ガンダム』のブームの直後であったためか、アンダーソン作品の主なファン層である高年齢層にはSF作品はシリアスなストーリーが好まれる傾向があり（当時、過去のアンダーソン作品で日本で評価が高かったのは『キャプテンスカーレット』であった）『サンダーバード』以来の5頭身のキャラクターによるウィットの効いたユーモラスなドラマを志向した本作は、ヒットには至らなかった。
視聴率の不振による梃入れから『海底大戦争 スティングレイ』の日本版におけるトニー谷の語り風に羽佐間道夫によるコミカルなナレーションが第9話より導入されたが視聴率は上昇せず、第20話より放送時間を毎週火曜 19時30分から毎週水曜 18時へ枠移動した。再放送は放送終了後に1度しか行われていないため、幻の作品となりつつあった。
CSの海外ドラマ専門チャンネル　スーパー!ドラマTVのオンデマンド サービス『スーパー！ドラマ クラシック』で、2017年8月31日より配信開始、同年10月7日より『「スーパー！ドラマ クラシック」第1話 見せますSP』と題された特別編成で第1話が放送され、30年振りに日の目を見た。
日本での放映は放送局がCMの入らないNHKで、ほぼ30分の時間枠のため、出﨑哲の演出によるアニメーションのタイトルバックが作られた。そこで流れる日本版主題歌「ギャラクティカ・スリリング」、エンディングテーマ「大切な言葉（ワン・ワード）」を歌うのは、元ザ・リリーズの燕 奈緒美・真由美姉妹である。声の出演者の紹介画面で流れたインストゥルメンタル曲「0（ゼロ）のテーマ」も含め、日本版独自の音楽は新田一郎が担当した。オリジナルのオープニング・エンディングもアバンタイトル・ミニコーナーのBGMとして流されている。
各メカニックを始めとする本作の玩具はバンダイがイギリスで販売したが日本でのマーチャンダイジングは行なわれず、NHK放映時に国内販売は行わなかった。

## 製作後
本作はイギリス本国では好成績を納め、1986年にアンダーソンとバーは本作によって得た収益を元にライブアクションとぬいぐるみ、マペットを併用した意欲的な新作「スペース・ポリス」のパイロットフィルムを製作、関係者の好評を博した。「スペース・ポリス」は『セサミ・ストリート』で有名な操り人形師　ジム・ヘンソンとの共同製作による作品であった。
しかし、シリーズ化直前にジム・ヘンソンが他界。ヘンソンの会社がディズニーに買収されるなど資金面でトラブルが生じ、この企画のシリーズ化が実現するのは8年後の1994年の「スペース・プリシンクト」まで待つ事になった。「スペース・プリシンクト」は「スペース・ポリス」の改題シリーズ化作品である。シリーズ化に伴い、タイトルが「スペース・プリシンクト」に変更になったのは「スペース・ポリス」のタイトルが既に登録され、使用不可だったという事情による。
これを「サンダーバード」を評価基準とする日本のファンはシルヴィアの企画力が欠如したためとする評価が散見されるが「サンダーバード」の内容にシルヴィアは参加していない。ITCのルー・グレイドの様な強力で豊富な資産力が存在しない事が最大の理由である（「スペース・ポリス」「スペース・プリシンクト」は『エイリアン・ネイション』に近い要素を持つ作品だが『エイリアン・ネイション』は1988年の作品で「スペース・ポリス」のパイロット フィルムの完成の方が先（1986年）であった）。

## 登場人物（声の出演）

### テラホークス
タイガー・ナインスタイン博士（声：有川博）
テラホークス指揮官。スタイン博士の細胞から生まれたクローンの1人。ナインスタインという名の通りクローンは9人おり、もしナインスタインが死んでも、他のクローンが記憶を受け継いで新しいナインスタインとなる。実際、劇中で一度交代があった。クローン体は普通の生活を営んでおり、ナインスタインが死んだ際には呼び出されて記憶の受継処理を行われる。尚、受継ぐ以前の記憶や人格は、その際に消滅してしまう。いつもバトルホークの操縦室にあるコンピュータでシューティングゲームをしている。ロボットに対して偏見があり、人間的な感情を表すゼロ軍曹に対して「お前はただの機械だ」と叱責する場面が多く見られた。ココアが嫌い。
メアリー・ファルコナー大尉（声：弥永和子）
ナインスタインの副官。優しく冷静な性格で隊員たちに慕われている。ナインスタインと共にバトルホーク・テラホークで出動する事が多い。
ケイト・ケストレル大尉（声：山田栄子）
ホークウィングのパイロット。カーリーヘアで髪の色はショッキングピンク〜スカイブルー〜黒まで多様。肌は褐色。表の顔は人気シンガーソングライターであり、キーボードを弾きながら歌うシーンが何度もあった。劇中では「サンダーバード」をモチーフにした歌「SOS」（日本版タイトルは「SOS ミスター・トレイシー」）をヒットさせている。ケイトの曲はキャラクターのモデルとなった本物の歌手・ケイト・ケストレルが歌っており、劇中でケイトが所属しているのと同名のアンダーバー・レコードのレーベルでシングルレコードが発売された。ジャケットはケイト大尉の人形とケイト大尉そっくりのメイクを施したケイト・ケストレルの写真が表裏にデザインされたダブルジャケットになっている。
ホークアイ中尉（声：鈴置洋孝）
ホークウィングのパイロットで射撃の名手。幼少時の事故がもとで両目が義眼になっており、コンピュータ制御で視力が補われている。本名はヘードリー・ハワード・ヘンダーソンで、米国の政治家の息子。
ヒロ（声：野島昭生）
富士山の裾野で拾われた日本人で、ゼロイドの設計者。普段は宇宙ステーション『スペースホーク』にいる。本編終了後に挿入されるミニコーナー「ヒロのスペース・メモ」ではナレーターも担当。そこでは自分の事を、お寺の息子と紹介していた。本作の制作当時イギリスに留学中だった徳仁親王こと浩宮徳仁がモデル。
ゼロ軍曹（声：緒方賢一）
最初に作られたゼロイド（球型ロボット）で、地上任務を担当する0〜100号のリーダー。ナインスタインとは迷コンビ。額部分にレーザー光線銃が内蔵されている。ゴロゴロ転がることで質量を増し体当たりをする「ブラックホールアタック」という攻撃方法を持つ。命令違反、失敗のごまかし、任務への責任感など人間的な感情を持つ。ゲームの腕はナインスタインよりも上。ゼロ軍曹率いる1〜100号にはそれぞれ個性と感情があり、戦死（破壊された）した仲間を丁重に弔ったりする。
なお原語版では「Sergeant Major Zero」、つまり「ゼロ曹長」である。
18号（声：堀内賢雄）
中盤からレギュラー入りするゼロ軍曹の部下。口の部分にヒゲがついており、トニー谷のように語尾に「ザンス」をつけた言葉で喋る。原語版での名前「Dix-huit」はフランス語で「18」の意味。ゼロ軍曹が助けるために放ったワイヤーを自ら切り離したりするなど人間的な自己犠牲の精神を発揮することもあった。
55号（声：鈴置洋孝）
同じくゼロ軍曹の部下。原語版では自分の名前（Five-Five）同様、常に韻を踏んだ台詞を発する。
101号（声：西川幾雄）
ヒロの部下であるゼロイド。額に101とかかれている。日本語版での読みは「イチマルイチ」。スペースホークでの任務を担当する101〜200号のリーダー。性格は穏やかでヒロの事を尊敬する反面、ゼロ軍曹との仲はあまり良くない。102〜200号もゼロ軍曹の命令は聞かなかった、という描写がある。

### ゼルダ一家
ゼルダ（声：高橋和枝）
人類を滅ぼして地球征服を企むアンドロイドの首領。自らを生み出した文明を滅ぼして来たばかり。その姿は全身皺だらけの醜い老婆だが、これは生み出した文明の価値観が人間とは異なるため。ナインスタインの事を「クローン」と蔑称する。年齢180歳。
ヤングスター（声：及川ヒロオ）
ゼルダも嘆く馬鹿息子。一人称は「ボクちゃん」でゼルダのことを「おっかさ〜ん」と呼ぶ。石や金属が大好物でいつも緑色のゼリーをかけた鉱物を食べている。壁の漆喰でさえ食べることがある。「ヒロのスペース・メモ」によれば本当はゼルダたちはミネラルを少々摂れば体力を維持できるので、食べるのは純粋な趣味らしい。年齢126歳。
シスター（声：小宮和枝）
ゼルダの妹。頭は弱く、甲高い声で叫ぶ「楽しみね〜」が口癖。マッシュルームカットと三つ編みおさげを組み合わせた髪型が特徴だが実はカツラ。アンドロイドであるが第27話（日本語版第26話）で後述するベビースターを出産した。
ベビースター（声：三ツ矢雄二）
第27話（日本語版第26話）より登場したシスターの子供。生まれるのが早すぎたため身体が完全ではなく性別も未分化。両耳〜後頭部にかけてメカが露出しているのが特徴であり、両性共有で男女2つの意識を持つ。一人称は男性時は「ボク」、女性時は「あたち」でゼルダのことを「ゼルダおばあたま」（男性時）または「ゼルダおばあちゃん」（女性時）、シスターのことを「おかあたま」（男性時）または「ママ」（女性時）、ヤングスターのことを「ヤング兄さん」（男性時）または「ヤングお兄ちゃん」（女性時）とそれぞれ呼んでいた。赤ん坊でありながら策略家且つ冷酷非情な性格で常にテラホークスを苦しめる故にヤングスター、および本編のナレーター（日本語版のみ）からは毎回「悪ガキ」呼ばわりされていた。なお、彼（彼女）の登場後はヒロに代わって本編終了後のミニコーナー「ベビースターのスペース・コラム」を担当した。
スポリラ（声：郷里大輔）
ゼルダが呼び寄せた宇宙生物の一人。全身が白く長い毛で覆われ、獅子舞のような顔をした宇宙ゴリラ。
スラム（声：加藤精三）
ゼルダが呼び寄せた宇宙生物の一人で侵略長官。惑星フェロニーの支配者。叫び声に混じる超音波で物を破壊する。体内には、地球人達に害を与える毒を含んだ緑色の血が流れている。
キューブ（声：？）
ゼルダ達が使う戦闘員的なロボット。名前の通りゼロイドとは対照的に四角いしかめっ面をしている。「シーッ!」としか鳴かない。レーザー光線を発射出来、また複数のキューブが連結して光線の破壊力を高めることが出来る。連結したキューブたちの間に特殊なフィールドを発生させてバリアを張ることもできる。ゼルダは「太陽系紅白歌合戦」では「ミューゾイド」と紹介していた。

### その他
スチュー・ダブルス（声：キートン山田）
ケイトのレコード会社「アンダーバー・レコード」のマネージャーで、いつも派手なサングラスをかけている。かなりハイな性格。ケイトと共に行動することで時々事件に巻き込まれる。テラホークスの存在は知らない。「天才ヤングスター！？」では存在を知ってしまうが記憶を消されている。
ナレーター（蟹江栄司 → 羽佐間道夫）
蟹江はごく初期の劇中ナレーションを担当。9話より、オープニングとエンディングがナレーション入りの日本オリジナルに一部変更され、以後は羽佐間道夫が劇中共々担当した。オリジナルにはナレーターは存在しない。
日本語吹き替え版の放映で途中からナレーション付になるケースは同じジェリー・アンダーソンによる「海底大戦争 スティングレイ」でも見ることができる。

## 登場する主要なメカ
バトルホーク
中型のメカを多数搭載する大型輸送艦。ナインスタインとメアリーが搭乗し、移動司令室の役割も有するテラホークスの旗艦。ナインスタインの屋敷「ホワイトハウス」の屋根が開いて発進する。どんな荒地でも着陸できるよう、着陸脚はキャタピラとなっている。内部にはゼロイドを50体収容できる。
テラホーク
バトルホークから分離する鷹型の中型司令機。通常はバトルホークの上部に合体している。機首部分が斜め下に曲がっている。母機から分離して飛ぶメカは「宇宙船XL-5」「謎の円盤UFO」等、アンダーソン作品ではお馴染みの存在である。
ホークウイング
主力戦闘機。湖底が渦巻いて出来る穴から発進する。通常はケイトが胴体部コクピットに、ホークアイが主翼中央部のコクピットモジュールに搭乗する。胴体部分と主翼部分は分離して飛行出来る。また、主翼部分をミサイルとして攻撃に用いる事もあり、その際ホークアイはコクピットモジュールごと胴体部に移乗する。
ツリーホーク
スペースホークと連絡をとるスペースシャトルで、サンダーバード3号や謎の円盤UFOにおけるルナ・モジュールのような存在。大木が開いて発進することからこの名がある。
スペースホーク
人工衛星軌道上で警戒にあたる、サンダーバード5号や謎の円盤UFOにおける「SID」に相当する大型宇宙ステーション。ヒロと101はいつもここにいる。船内はヒロの趣味である花（一つ一つに女性の名前がつけられている）が一杯に飾られている。
バトルタンク
ゼロイド同様、意識を持ったロボット2台で操縦される戦車。ただし喋らない。ミッションの際にはバトルホークから落下される。
ハドソン（声：郷里大輔）
主にケイトが乗るロールスロイス。ゼロイド同様意識を持って会話する上、車体の色を変えられる。名前のHUDSONは「Heuristic Universal Driver with Sensory and Orbital Navigation」の略称。
オーバーランダー
日本放映6話に登場した大型輸送車両。短い車両ユニットをムカデのように多数連結させた構造で、砂漠のような悪路もものともしない。ホークネストに必要物資を運ぶ途中でゼルダ一家に乗っ取られた。
ドッグ、フィン、シャーク、ライノ、アイスボックス、ファントム
地球侵略のためゼルダが率いてきた6隻の宇宙戦艦。それぞれ能力が異なる。NASAの火星基地を破壊後、放射状に連結した状態でその場に着陸し、ゼルダ一家の基地となっている。
ジーフ
ゼルダ基地から発進する戦闘機。無人で運用されることもある。人間の掌程度の大きさのニュータイプ版も存在する。

## テラホークスのテン・コード
| コード | 意味     |
| ------ | -------- |
| 10-0   | 否定     |
| 10-10  | 了解     |
| 10-20  | 位置     |
| 10-30  | 待機     |
| 10-40  | 戦闘態勢 |
| 10-50  | 発射     |
| 10-90  | 緊急事態 |
| 1-0    | 極秘     |

## 放映リスト
日本では1985年4月2日から1986年3月12日にかけて、NHK総合テレビで放送された。時間帯は1話〜19話が火曜19：30〜19：58、20話〜39話が水曜18：00〜18：28。本放送時には新聞の番組欄でサブタイトルに続けて番組内容を説明するあおり文がつけ加えられていた。あおり文のみ太字で表記。
現在一般に流布している放映リストはムック『ザ・メイキング・オブ・テラホークス』（1985年8月20日発行・角川書店）に掲載されたもの。これは放映中に発表された放映予定表で、実際のリストとはサブタイトル表記や順番が異なる。
| 英 | 英語サブタイトル               | 英放送 年月日  | 日 | 日本語サブタイトル(ムック)     | 日 | 日本語サブタイトル (本放送時)                                     | 国内放送 年月日 |
| -- | ------------------------------ | -------------- | -- | ------------------------------ | -- | ----------------------------------------------------------------- | --------------- |
| 1  | EXPECT THE UNEXPECTED (Part.1) | 1983年 10月8日 | 1  | テラホークス発進せよ! PART I   | 1  | 人類滅亡の危機迫る テラホークス発進せよ! PART1                    | 1985年 4月2日   |
| 2  | EXPECT THE UNEXPECTED (Part.2) | 10月15日       | 2  | テラホークス発進せよ! PART II  | 2  | 人類滅亡の危機迫る テラホークス発進せよ! PART2                    | 1985年 4月9日   |
| 3  | THUNDER-ROAR                   | 10月22日       | 3  | サンダーパワーの恐怖           | 3  | サンダーパワーの恐怖!                                             | 1985年 4月23日  |
| 4  | HAPPY MADEDAY                  | 10月29日       | 8  | 変装アンドロイド               | 8  | 変装アンドロイド ・ツリー・ホークス操縦不能!、 北極でナゾの変身   | 1985年 5月28日  |
| 5  | THE UGLIEST MONSTER OF ALL     | 11月5日        | 10 | 恐くてかわいい宇宙グマ         | 10 | 恐くてかわいい宇宙グマ SOS!こちら指令機、発進不能だ!              | 1985年 6月18日  |
| 6  | CLOSE CALL                     | 11月12日       | 6  | ホークネストの秘密             | 6  | ホークネストの秘密ー危機! 時限爆弾スイッチオン、 破壊工作員を追え | 1985年 5月14日  |
| 7  | THE GUN                        | 11月19日       | 11 | 合体キューブの威力             | 11 | 合体キューブの威力・撃墜せよ! 不審な宇宙貨物船が接近              | 1985年 6月25日  |
| 8  | GUNFIGHT AT OAKY'S CORRAL      | 11月26日       | 9  | オーキー牧場の決闘             | 9  | オーキー牧場の決闘 卑劣なトリック!・キューブ、砂漠に潜入          | 1985年 6月11日  |
| 9  | THUNDER PATH                   | 12月3日        | 12 | 帰って来たサンダーパワー       | 12 | 帰って来たサンダーパワー・ 怪獣アンドロイドがほえる               | 1985年 7月2日   |
| 10 | FROM HERE TO INFINITY          | 12月10日       | 5  | ナゾの宇宙船                   | 5  | ナゾの宇宙船・核燃料を回収セヨ!                                   | 1985年 5月7日   |
| 11 | MIND MONSTER                   | 12月17日       | 13 | マインド・モンスターの襲撃!    | 13 | マインド・モンスターの襲撃!・ 恐怖！白い煙の正体は…               | 1985年 7月9日   |
| 12 | A CHRISTMAS MIRACLE            | 12月24日       | 20 | クリスマスの奇跡               | 30 | クリスマス月面デスマッチ!?                                        | 1985年 12月18日 |
| 13 | TO CATCH A TIGER               | 12月31日       | 15 | ナインスタイン隊長を救え       | 15 | ナインスタイン隊長を救え! 絶体絶命・ゼルダの処刑室                | 1985年 8月20日  |
| 14 | OPERATION S.A.S                | 1984年 9月30日 | 17 | 天才ヤングスター!?             | 17 | 天才ヤングスター!? 防衛網の盲点をつき地球に潜入                   | 1985年 9月17日  |
| 15 | TEN TOP TOP                    | 10月7日        | 18 | ケイト誘拐事件                 | 18 | ケイト誘拐事件・ ゼルダの念力、スチューをあやつる                 | 1985年 9月24日  |
| 16 | PLAY IT AGAIN SRAM             | 10月14日       | 22 | 歌え! ゼルダ・バンド           | 21 | 太陽系紅白歌合戦                                                  | 1985年 10月16日 |
| 17 | THE ULTIMATE MENACE            | 10月21日       | 25 | 殺人コンピューター、ザイクロン | 24 | 宇宙最強の敵ザイクロン                                            | 1985年 11月6日  |
| 18 | MIDNIGHT BLUE                  | 10月28日       | 21 | ニュータイプ、ジーフ登場       | 20 | ニュータイプジーフ登場                                            | 1985年 10月9日  |
| 19 | MY KINGDOM FOR A ZEAF          | 11月4日        | 23 | 時間の支配者テンポ卿           | 22 | 時間の支配者                                                      | 1985年 10月23日 |
| 20 | ZERO'S FINEST HOUR             | 11月11日       | 24 | ゼロイドうそつかない           | 23 | ゼロイドうそつかない                                              | 1985年 10月30日 |
| 21 | COLD FINGER                    | 11月18日       | 38 | コールドフィンガー             | 38 | 氷の巨人・コールドフィンガー                                      | 1986年 3月5日   |
| 22 | UNSEEN MENACE                  | 11月25日       | 19 | 見えない敵モイド               | 19 | 見えない敵モイド・透明人間が スペースホークの防御線を突破!        | 1985年 10月1日  |
| 23 | SPACE GIANT                    | 12月2日        | 37 | スポリラの逆襲                 | 37 | 巨獣になったスポリラ                                              | 1986年 2月26日  |
| 24 | CRY UFO                        | 12月9日        | 34 | 謎のUFOを探せ                  | 34 | どうなってんの?スチュー                                           | 1986年 2月5日   |
| 25 | THE MIDAS TOUCH                | 12月16日       | 16 | 金塊衛星の危機                 | 16 | 金塊衛星の危機! 怪獣クレール地球に潜入・ゼロ大活躍                | 1985年 9月10日  |
| 26 | MA'S MONSTERS                  | 12月23日       | 26 | 勢ぞろいザ・モンスター         | 25 | 勢ぞろいザ・モンスターズ                                          | 1985年 11月13日 |
| 27 | TWO FOR THE PRICE OF ONE       | 1986年 5月3日  | 27 | ベビースター誕生               | 26 | ベビースター誕生                                                  | 1985年 11月20日 |
| 28 | FIRST STRIKE                   | 5月10日        | 31 | 初めての敗北                   | 31 | 代理将軍初めての敗北                                              | 1986年 1月8日   |
| 29 | TERRABOMB                      | 5月17日        | 32 | 突撃!宇宙グマ爆弾              | 32 | 突撃!宇宙グマ爆弾                                                 | 1986年 1月22日  |
| 30 | SPACE CYCLOPS                  | 5月24日        | 35 | 宇宙の一つ目怪物現わる!        | 35 | スペースモンスター現る!                                           | 1986年 2月12日  |
| 31 | DOPPELGENGER                   | 5月31日        | 33 | 2人のヤングスター!?            | 33 | 人形になったヤングスター                                          | 1986年 1月29日  |
| 32 | CHILD'S PLAY                   | 6月7日         | 28 | ベビースターの爆弾作戦         | 27 | ベビースターの爆弾作戦                                            | 1985年 11月27日 |
| 33 | JOLLY ROGER ONE                | 6月14日        | 29 | ベビースター                   | 28 | なぞなぞ海賊放送局                                                | 1985年 12月4日  |
| 34 | RUNAWAY                        | 6月21日        | 30 | ヤングスターの家出             | 29 | ヤングちゃんの家出                                                | 1985年 12月11日 |
| 35 | SPACE SAMURAI                  | 6月28日        | 14 | 宇宙のサムライ                 | 14 | 宇宙のサムライ・ 一刀両断!ゼルダの陰謀                            | 1985年 7月16日  |
| 36 | TIME WARP                      | 7月5日         | 36 | ヘンテコ時間差パニック         | 36 | へんてこ時間差パニック                                            | 1986年 2月19日  |
| 37 | OPERATION ZERO                 | 7月12日        | 39 | テラホークス最後の日!?         | 39 | テラホークス最後の日!?                                            | 1986年 3月12日  |
| 38 | THE SPORILLA                   | 7月19日        | 7  | 宇宙の猛獣スポリラ             | 7  | 宇宙の猛獣スポリラ・ ゼロ軍曹撤退セヨ!、 100万ボルトのアタック    | 1985年 5月21日  |
| 39 | GOLD                           | 7月26日        | 4  | スペースから来た金塊           | 4  | スペースから来た金塊・ 巨大いん石が地球を襲う                     | 1985年 4月30日  |

## 日本版における主題歌
- オープニング曲 - 「ギャラクティカ・スリリング」（作詞：康珍化、作曲・編曲：新田一郎、歌：燕奈緒美・真由美）
- エンディング曲 - 「大切な言葉（ワンワード）」（作詞：康珍化、作曲：田中弥生、編曲：新田一郎、歌：燕奈緒美・真由美）
- フラッシュバックテーマ - 「0(ゼロ)のテーマ」（作曲・編曲・演奏：新田一郎）

主題歌、およびサウンドトラックはそれぞれビクター音楽産業（現：ビクターエンタテインメント〈二代目〉）より発売された。

## 再放送
放送終了直後の1986年4月7日から1987年3月23日まで再放送があった。
時間帯は月曜16：30〜16：58。しかし大相撲や高校野球の中継によって中止になることが多く、26話で終了している。最終回のみ放送時間は16：30〜16：55。

## 受賞歴
- 第10回サテライト賞（2005年）「Best Youth DVD」「Best DVD Release of TV Shows」ノミネート[47]

## 書籍
- 地球防衛軍テラホークス コミックボンボンスペシャル5（1985年7月28日、講談社）
- The Making of Terrahawks ザ・メイキング・オブ・テラホークス（1985年8月20日、角川書店）ASIN B09RQMMPQ3
- ひかりのくにテレビえほん261 地球防衛軍テラホークス（1985年11月1日、ひかりのくに）ISBN 978-4564052606